# 3382 Cassidy
3382 Cassidy è un asteroide della fascia principale. Scoperto nel 1948, presenta un'orbita caratterizzata da un semiasse maggiore pari a 2,2424501 au e da un'eccentricità di 0,1838626, inclinata di 6,00026° rispetto all'eclittica.
L'asteroide è dedicato al geologo statunitense William A. Cassidy.